# Avicii Arena
Die Avicii Arena (ehemals Stockholm Globe Arena und Ericsson Globe, kurz schwedisch Globen) ist eine Mehrzweckhalle im Stadtteil Johanneshov (Bezirk Enskede-Årsta-Vantör) der schwedischen Hauptstadt Stockholm. Der Bau gehört zu dem Gebiet Globen City.

## Geschichte
Die Globenarena wurde am 19. Februar 1989 als das seinerzeit größte sphärische Gebäude der Welt eingeweiht und in dieser Eigenschaft 2023 durch The Sphere in Paradise abgelöst. Die Arena hat einen Durchmesser von 110 Meter und eine Höhe von 85 Meter. Die vom Architektenbüro Berg Arkitektkontor AB entworfene Konstruktion aus Stahl, Beton und Glas wird von einem MERO-Raumtragwerk getragen.
Das Gebäude hat ein Volumen von 605.000 Kubikmetern. Die maximale Nutzfläche ist 75 Meter × 45 Meter groß und fasst bei Eishockeyspielen 13.850 Zuschauer. Bei Musikshows haben 16.000 Personen Platz. Im oberen Bereich befinden sich 40 V.I.P.-Logen und ein Restaurant. Neben der Halle befindet sich die U-Bahn-Station Globen. Die Avicii Arena stellt des Weiteren als Teil des weltweit größten, maßstabsgetreuen Modells des Sonnensystems, des Sweden Solar Systems, die Sonne dar.
Im Jahre 2000 wurde in der Halle der Eurovision Song Contest 2000 ausgetragen. Das Finale der schwedischen Vorentscheidung zum ESC, des Melodifestivalen, fand hier 1989 und von 2002 bis 2012 statt. Den Zuschauerrekord hält ein Konzert der Heavy-Metal-Band Metallica vom 5. Mai 2018 mit 16.858 Besuchern.
Am 2. Februar 2009 wurde ein Sponsorvertrag zwischen der Stockholm Globe Arena und dem schwedischen Telekommunikationsunternehmen Ericsson vereinbart und das Gebäude in Ericsson Globe umbenannt.
Seit Februar 2010 ist der Schrägaufzug SkyView in Betrieb. Dort kann an der Außenhülle in einer von zwei gläsernen Gondeln mit Platz für jeweils 16 Passagiere das Dach erreicht werden.
Am 8. Juli 2015 wurde von der Europäischen Rundfunkunion bekannt gegeben, dass der Eurovision Song Contest 2016 (ESC) vom 10. bis 14. Mai 2016 zum zweiten Mal im Globe stattfinden wird.
Vom 22. bis 28. März 2021 wurden im Globen trotz COVID-19-Pandemie die Eiskunstlauf-Weltmeisterschaften abgehalten.
Am 19. Mai 2021 wurde die Halle nach dem 2018 verstorbenen DJ, Remixer und Musikproduzent Avicii benannt.
Im Juni 2022 wurde beschlossen, ab 2024 die Arena – auch im Hinblick auf die Eishockey-Weltmeisterschaft 2025 in Schweden und Dänemark – zu sanieren und zu modernisieren, nach der Neueröffnung 2025 soll in der Folge das benachbarte Hovet abgerissen und das Gelände Teil des neuen Stadtteils Söderhov werden. Im Juli 2023 wurde bekannt, dass das Unternehmen NCC den Auftrag für die Renovierung erhalten hat.

## Globen City
Globen City ist ein Bereich im Stadtteil Johanneshov. Zu ihm gehören Veranstaltungsstätten, ein Einkaufszentrum mit 60 Läden und ein Hotel. Bis zum Abriss im April 2015 gehörte auch das alte Söderstadion dazu.
- Avicii Arena – Mehrzweckarena mit bis zu 16.000 Plätzen.[10]
- Tele2 Arena – Fußballstadion mit bis zu 40.000 Plätzen und schließbarem Dach.[11]
- Hovet – Mehrzweckhalle mit etwa 9.000 Plätzen, die hauptsächlich für Eishockey genutzt wird.[12]
- Annexet – Frühere Trainingshalle und jetzt kleine Veranstaltungshalle für Konzerte, Galas oder Konferenzen mit 3.500 Plätzen.[13]
- Globen Shopping – Einkaufszentrum mit 60 Läden
- Quality Hotel Globe
- Büro- und Geschäftshäuser

## Bildergalerie

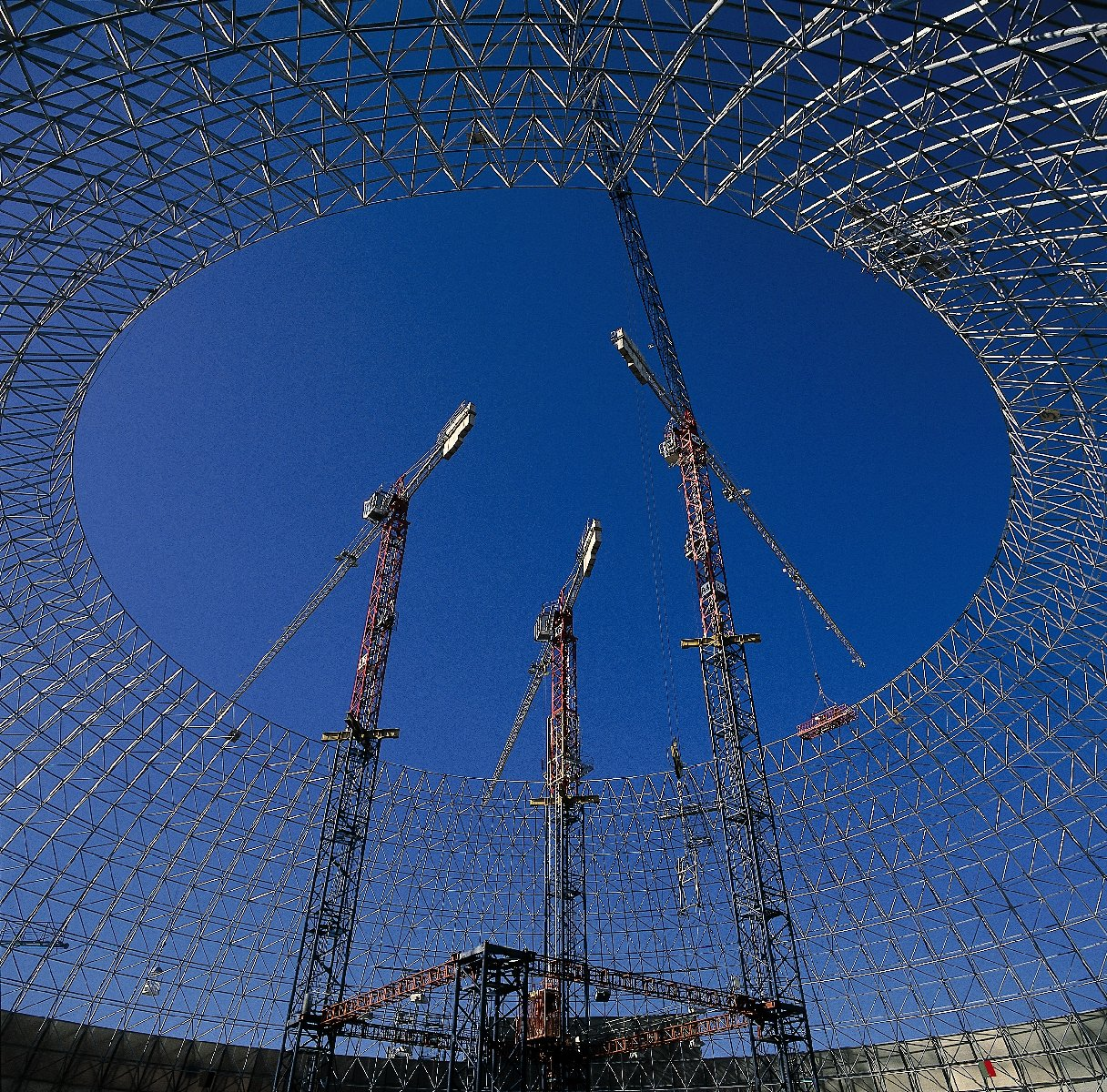
Baustelle (1987)
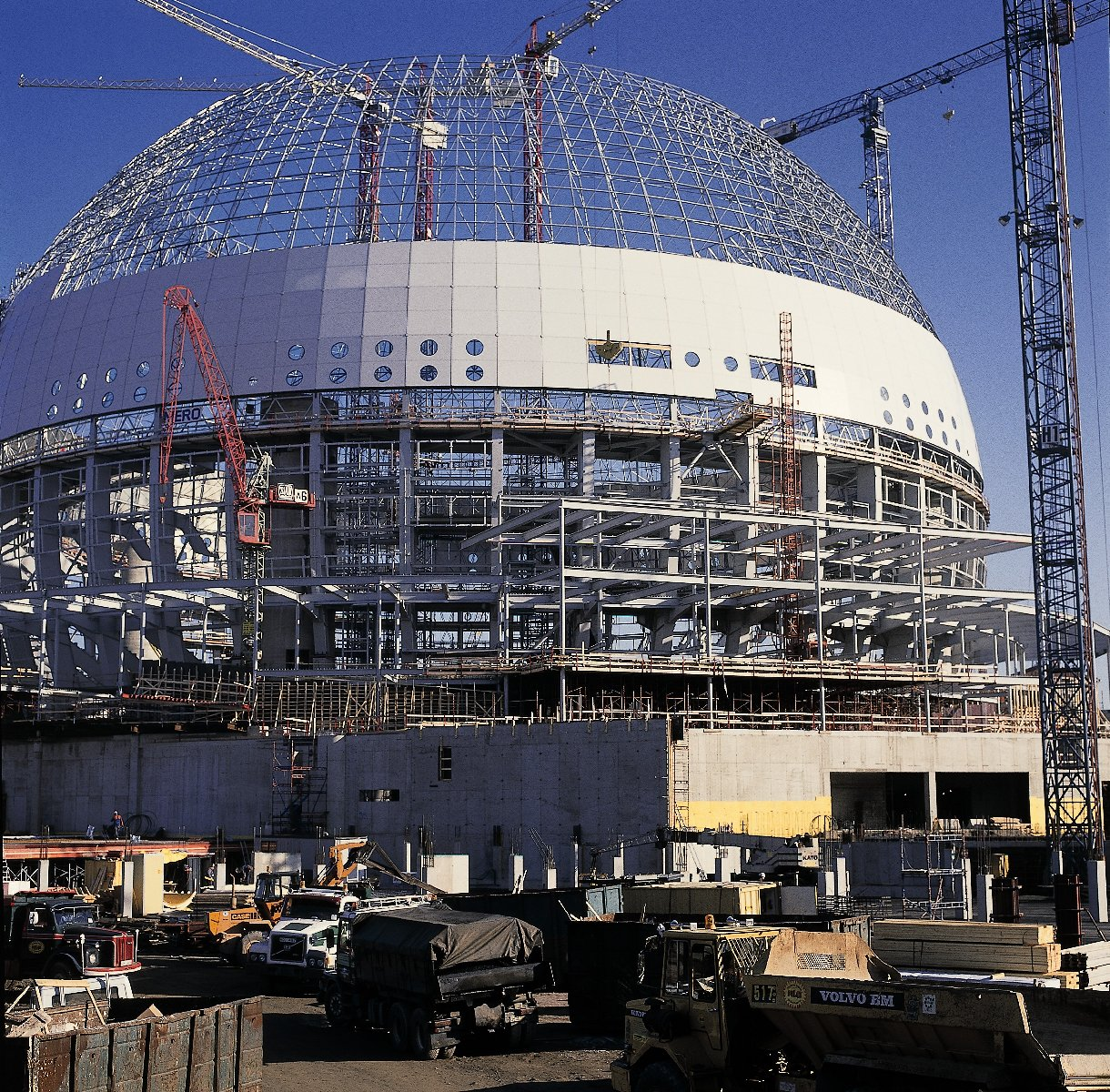
Baustelle (1987)
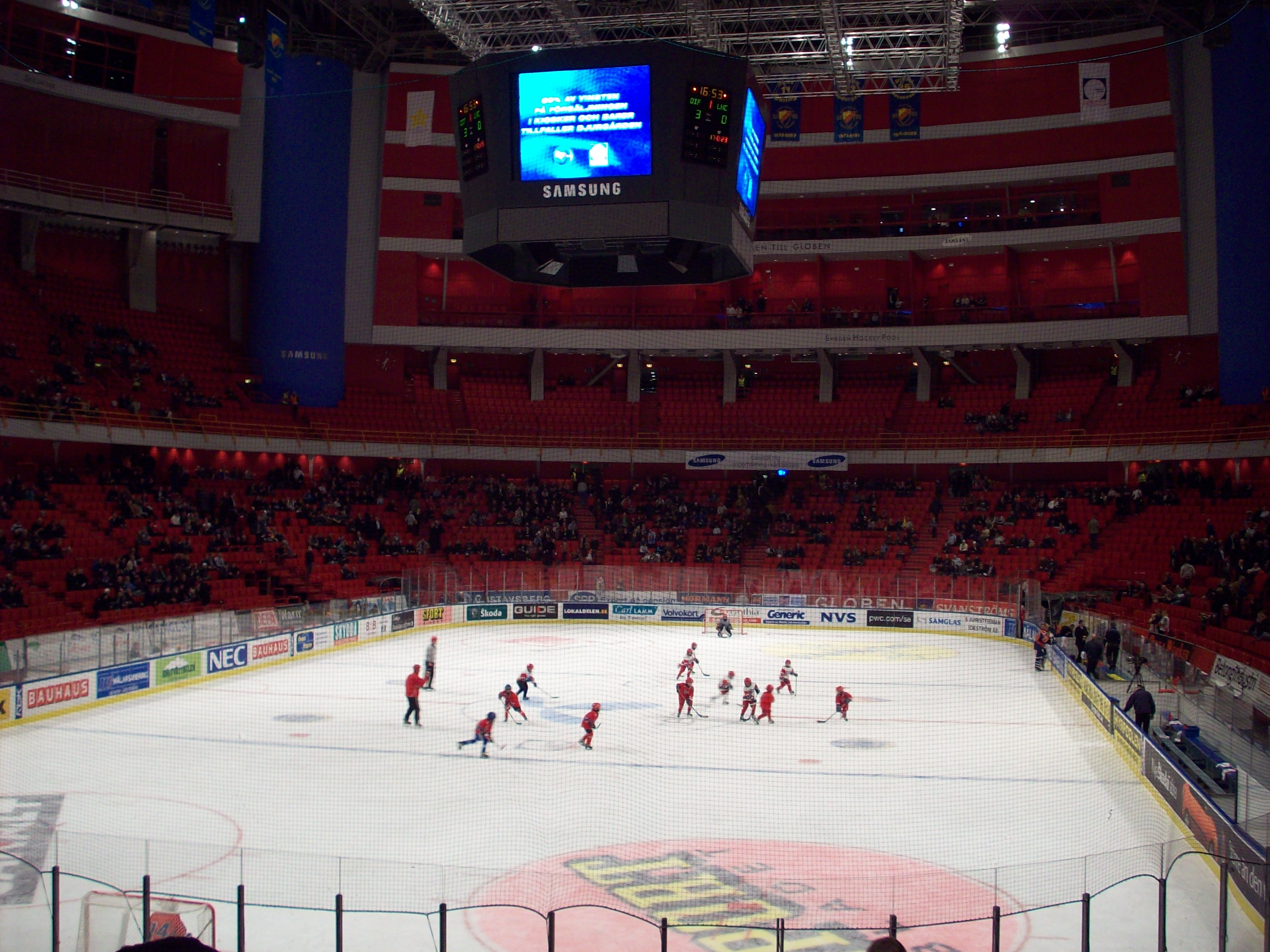
Innenansicht (2008)
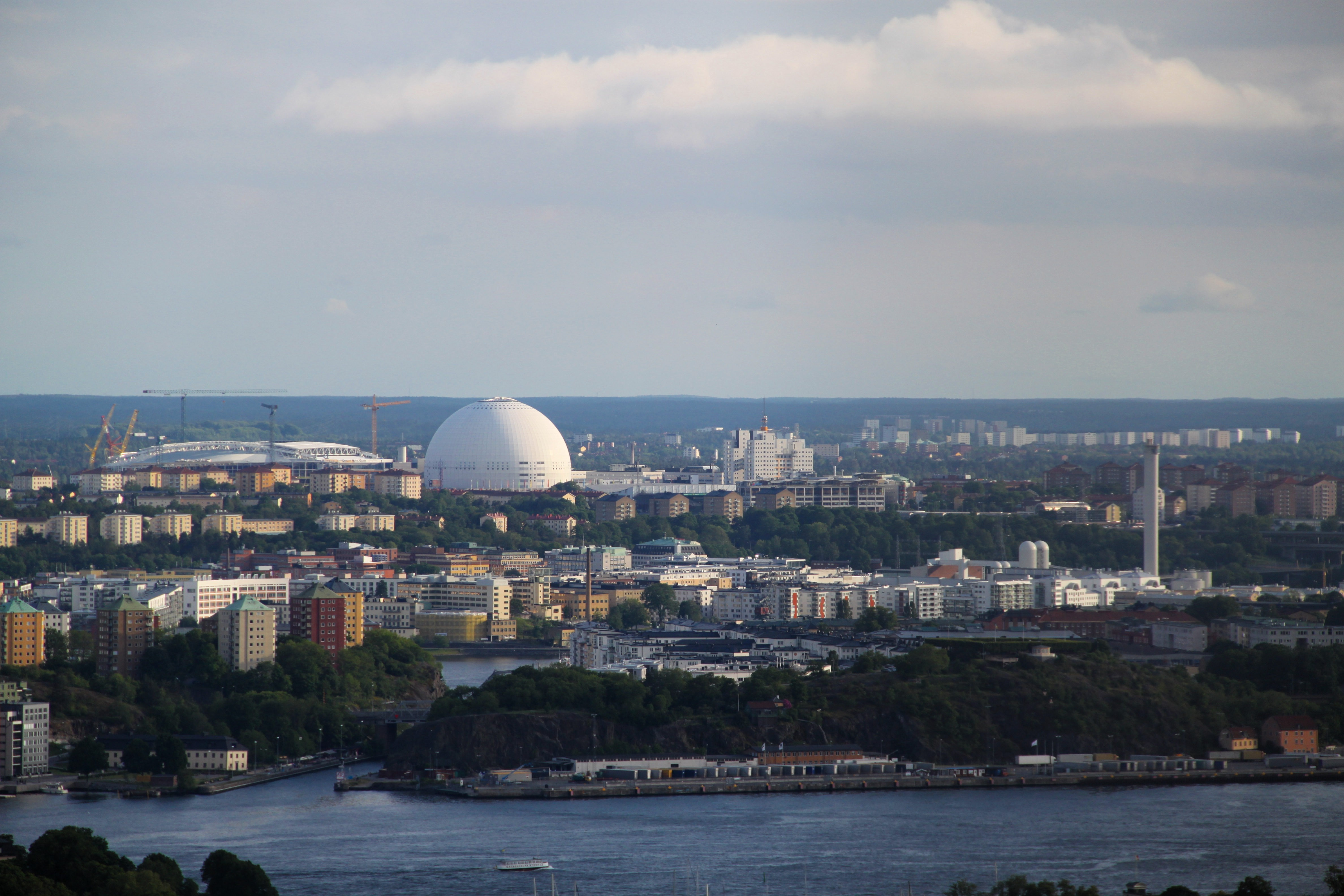
Blick auf die Globen vom rund fünf Kilometer entfernten Kaknästurm
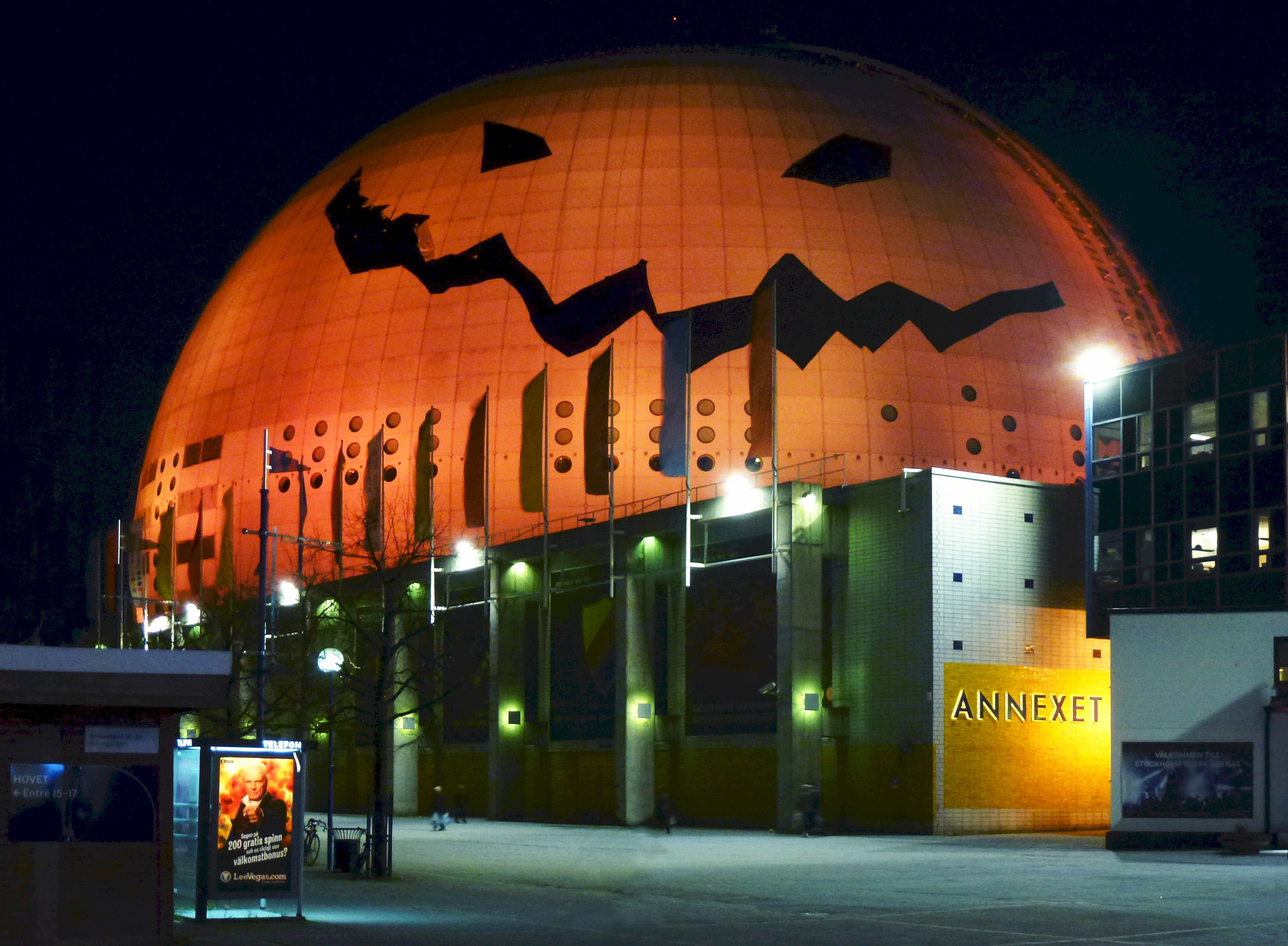
Die als Jack O’Lantern geschmückte Globen (2014)
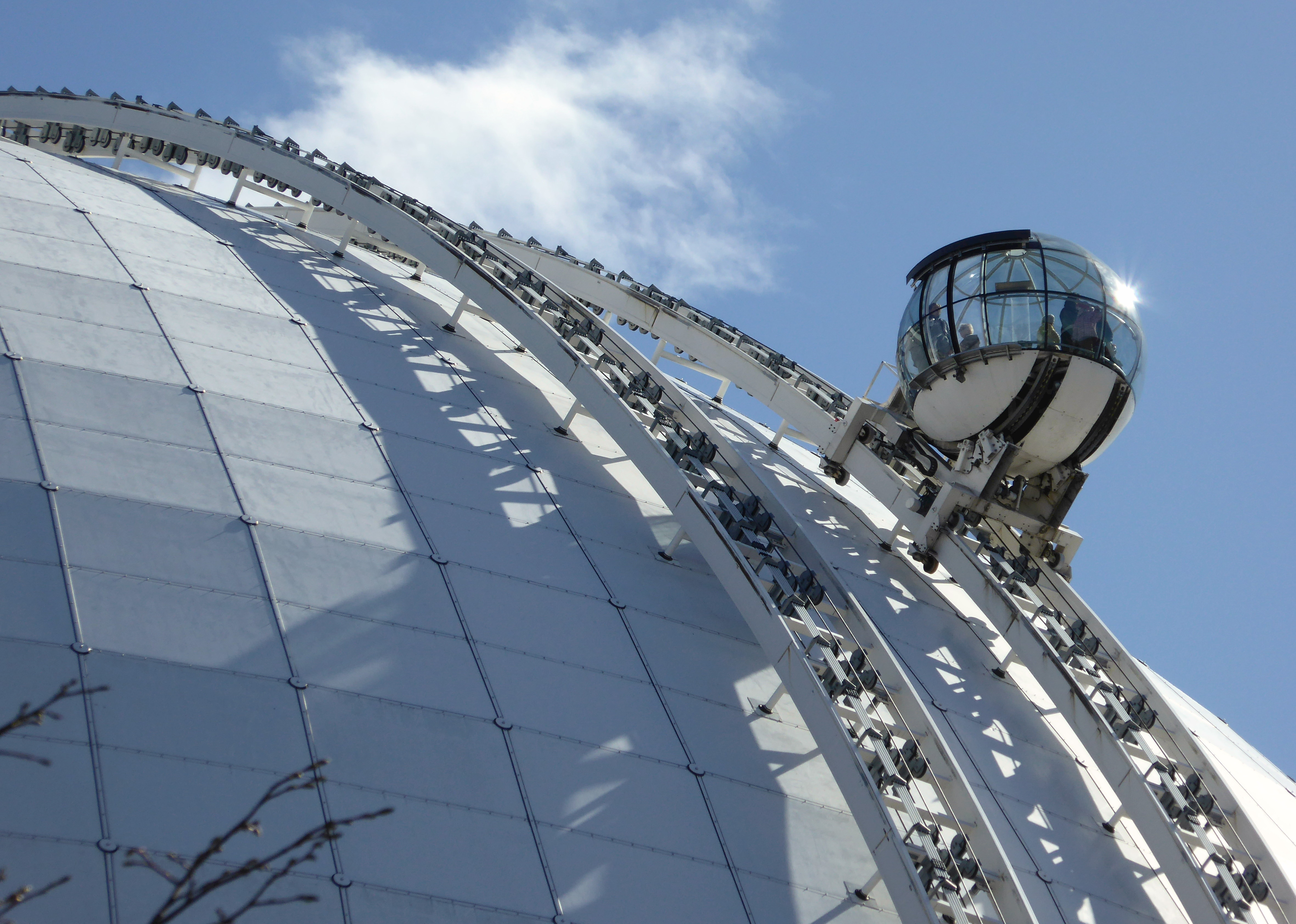
SkyView-Gondel (2015)
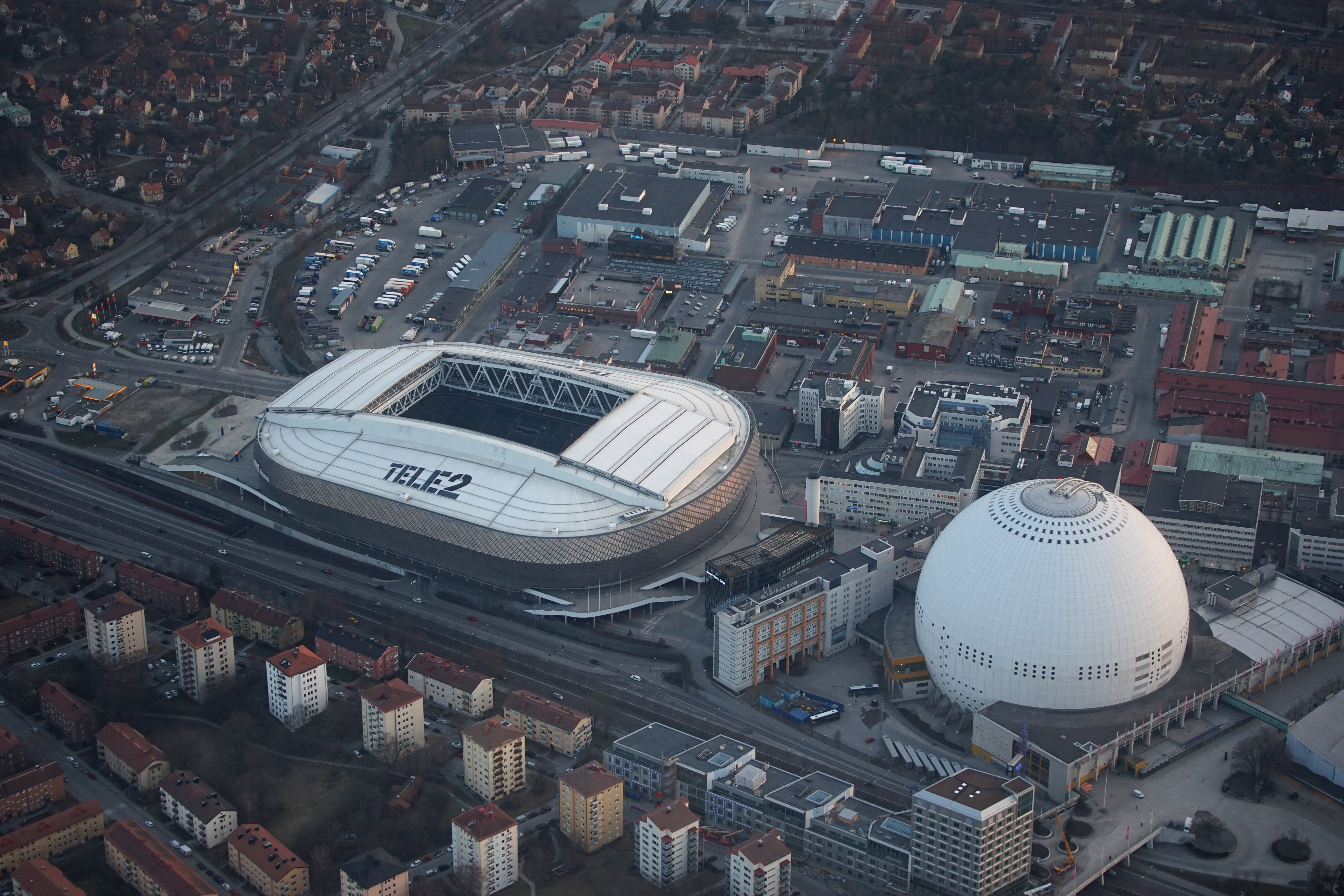
Die Tele2 Arena und der Ericsson Globe (2018)
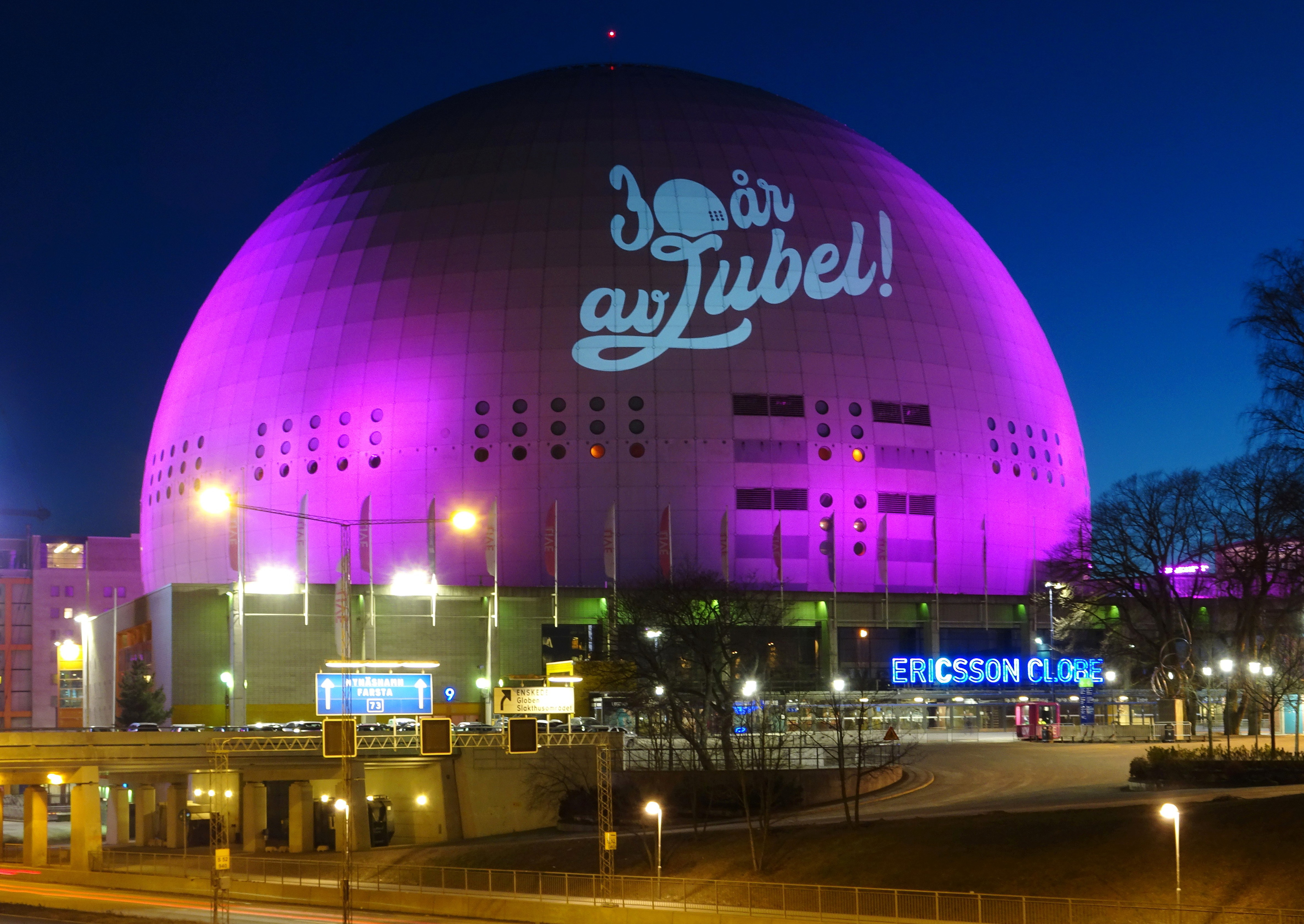
Die Globen feiert 30. Geburtstag (2019)